# Salcia (film din 2019)
Salcia (în macedoneană Врба, transliterat: Vrba) este un film dramatic macedonean din 2019 regizat de Milcho Manchevski despre trei femei care se confruntă cu probleme de control asupra corpului lor, tradiții și adopție. Filmul a avut premiera la Festivalul de Film de la Roma în 2019.
O coproducție macedoneană-belgiană-maghiară-albaneză, a fost proiectat la o serie de festivaluri internaționale de film, câștigând mai multe premii: Silver Palm⁠(d) la Mostra de Valencia, cel mai bun regizor la Raindance⁠(d), cel mai bun film la Cinequest⁠(d), premiul Manuel De Oliveira la Fantasporto⁠(d) etc.

## Rezumat
Trei femei – una medievală, două contemporane – se luptă să devină mame. Ele nu și-au propus să schimbe lumea sau societatea, dar luptele lor cu tradiția, loialitatea, adopția și controlul asupra corpului lor le fac eroine puțin probabile.

## Distribuție
- Sara Klimoska — Donka
- Natalija Teodosieva — Rodna
- Kamka Tocinovski — Katerina
- Nikola Risteski — Milan
- Petar Caranovic — Kire
- Nenad Nacev — Branko
- Ratka Radmanovic — Grandma Srebra
- Petar Mircevski — Stavre
- Blagoj Chorevski — Mancho
- Laze Manaskovski — Father Avram

## Premii
- Raindance – cel mai bun regizor, 2020
- Fantasporto — Premiul Manuel De Oliveira, 2020 [4]
- Festivalul de film independent de la Wellington — Cel mai bun lungmetraj, 2020 [5]
- Cinequest — Cel mai bun lungmetraj narativ, 2020
- Mostra de Valencia — Silver Palm, 2020
- Festivalul de film Stony Brook — Premiul juriului pentru cel mai bun lungmetraj, 2021